# Einbuen
Einbuen är en kulle i Antarktis. Den ligger i Östantarktis. Norge gör anspråk på området. Toppen på Einbuen är 2 525 meter över havet, eller 209 meter över den omgivande terrängen. Bredden vid basen är 4,9 km.
Terrängen runt Einbuen är huvudsakligen en högslätt. Trakten är obefolkad. Det finns inga samhällen i närheten.